# Haugård
Haugård eller Havgård er en lille hovedgård, som lå under Dalum Kloster i middelalderen. Haugård var en avlsgård under Halsted Kloster fra 1719 til 1919. Gården ligger i Utterslev Sogn, Lollands Nørre Herred, Maribo Amt, Ravnsborg Kommune. Hovedbygningen er opført i 1857.
Haugård Gods er på 167 hektar

## Ejere af Haugård
- (1450-1536) Dalum Kloster
- (1536-1583) Kronen
- (1583-1589) Rudbek Pors
- (1589-1604) Erik Mogensen
- (1604-1616) Laurids Grubbe
- (1616-1622) Jesper Grubbe
- (1622-1635) Holger Bille
- (1635-1636) Erik Pors
- (1636-1662) Lage Bille
- (1662-1686) Vincens Bille
- (1686-1719) Kronen
- (1719-1726) Jens baron Juel-Vind
- (1726-1776) Jens baron Krag-Juel-Vind
- (1776-1815) Carl greve Krag-Juel-Vind-Friis
- (1815-1838) Carl Ludvig greve Krag-Juel-Vind-Friis
- (1838-1885) Frederik Julius greve Krag-Juel-Vind-Friis
- (1885-1907) Jens Christian greve Krag-Juel-Vind-Friis
- (1907-1919) Frederik greve Krag-Juel-Vind-Friis
- (1919) Maribo Amts Udstykningsforening
- (1919-1926) Carl Laurentius Schebye
- (1926-1927) Østifternes Landhypotekforeningen
- (1927-1949) N. P. Boysen
- (1949-1960) Enke Fru S. J. Boysen
- (1960-) Knud L. Boysen

## Ekstern henvisninger
- Havgaard - fra Dansk Center for Herregårdsforskning Arkiveret 11. februar 2017 hos  Wayback Machine